# FC Battlefield
Der Football Club Battlefield war ein schottischer Fußballverein aus dem gleichnamigen Stadtteil von Glasgow, der vermutlich von 1881 bis 1895 bestand.

## Geschichte
Der FC Battlefield nahm ab dem Jahr 1881 am Scottish FA Cup teil. In den Spielzeiten 1881/82 und 1882/83 schied der Verein bereits in der 1. Runde aus dem Wettbewerb aus. Ende des Jahres 1883 trat der Verein der Glasgow Football Association bei. Nach dem Beitritt in den Glasgower Verband gelangen dem Verein in den beiden folgenden Pokalspielzeiten 1883/84 und 1884/85 jeweils der Einzug in das Viertelfinale. Nach den beiden erfolgreichen Jahren, nahm Battlefield noch bis 1895 am Pokal teil. Bis auf das Achtelfinale im Jahr 1894 kam der Verein aber kaum noch über die 1. Runde hinaus.